# Tiempo del Ruido
Tiempo del Ruido es el nombre que recibió el fenómeno ocurrido a las 22:00 del 9 de marzo de 1687 en la entonces villa de Santafé de Bogotá y sus alrededores (en el Nuevo Reino de Granada, actual Colombia).
Se caracterizó por un ruido misterioso y fortísimo de origen desconocido, acompañado de un intenso olor a azufre (que se extendió durante varios días), con una duración aproximada de 15 minutos, que generó pánico colectivo en los habitantes de la ciudad.

## El suceso
Cerca de las 22:00, cuando la mayor parte de los habitantes de la ciudad dormía, se escuchó un ensordecedor ruido que se prolongó por unos 15 minutos, acompañado  de numerosas  explosiones  y de un fuerte olor a azufre. Pedro de Mercado nos cuenta lo que sucedió:
"el día domingo que era el séptimo antes de las Idus de Marzo (9 de marzo) del 87, horas antes de la media noche (noche en la que no había ni siquiera una nubecilla, y que el cielo ofrecía un espectáculo maravilloso con todas sus estrellas, noche que invitaba a un gran descanso y tranquilidad, de repente se escuchó en la ciudad de Santa Fe y en las ciudades circunvecinas por muchas leguas un estruendo tan horrible y aterrador, que quienes lo escucharon declaran nunca haber oído cosa semejante y nunca  nunca lo oirán... chocaban entre sí en medio de la fuga sin poder socorrerse mutuamente, allí donde creían encontrar ayuda el temor era mayor, más fuerte, más vigoroso... otros decían escuchar como si se tratase de ejércitos formados en línea de combate prestos a pelear, oír el sonido de las trompetas llamando a combate, que los arcabuceros de cerca se disparaban y que con bolas incendiarias  haber escuchado el estrépito que hacen los soldados al sacar los sables para el combate, o que ambas partes con toda clase de proyectiles incendiarios mutuamente se atacaban...No faltan quienes aseguran que el ruido les parecía ser como el que producen las carretas por los empedrados, jaladas por caballos desbocados. Otros imaginaban que el estruendo era como el que suelen producir descomunales troncos al ser arrastrados por las plazas de las calles pavimentadas con piedras desiguales…"
De inmediato los habitantes de la ciudad colonial entraron en pánico y huyeron de sus casas con ropas de dormir por las calles destapadas. La mayoría se refugió en los claustros religiosos, donde permanecieron orando y ayunando varios días temiendo la llegada de una legión de demonios.
Según Mercado y Martínez (1691) el ruido se escuchó alrededor de quince minutos. La versión de Cassani (1741) nos aporta un dato diferente en cuanto a la duración, ya que dice que se sintió por cerca de media hora, y nos cuenta que se sintieron tres explosiones: “No hubo persona que no se espantase, y que no lo oyese: al primer golpe dudaron, todos al segundo temieron: al tercero se aterraron, y con la perseverancia salieron de sí, y aún de sus casas y aún de la ciudad. Lo más singular fue, que todo el tiempo que duró este rumor, se esparció por el aire un pestilencial hedor de azufre, que ofendía al sentido: de esto fueron testigos todos aquellos a quienes bastó el ánimo para estar sobre sí, y muchísimos, que en un primer principio, antes de que se turbase la fantasía, salían a las ventanas y al movimiento del aire les apestaba el olor, este quizás se les subiría a la cabeza, para no poder advertir luego su permanencia.
El presidente colonial Gil de Cabrera y Dávalos dirigió una expedición militar hacia las afueras de la ciudad, donde al parecer se sintió más fuertemente el extraño fenómeno. El ensordecedor ruido terminó aquella misma noche y nunca más se volvió a presentar, mientras que el hedor azufrado permaneció durante algunos días más sobre la sabana de Bogotá. Durante muchos años posteriores, cada 9 de marzo se destapaban los sacramentos y se tomaba como una festividad religiosa en Santafé de Bogotá. La expresión «Tiempo del Ruido» se forjó dentro de la jerga de los habitantes del Virreinato de la Nueva Granada.
El hecho fue informado por el sacerdote jesuita Pedro de Mercado S. J. y difundido por los sacerdotes jesuitas Juan Ribero (1728) y Joseph Cassani (1741), y por la tradición oral bogotana.

## Hipótesis

### Legión de demonios
El desconcertante ruido, su duración y el olor a azufre hicieron pensar inicialmente a eruditos y al pueblo llano que se trataba de una manifestación demoníaca propia del final de los tiempos.

### Origen tectónico
Siete meses después del Tiempo del Ruido (del 9 de marzo de 1687) sucedieron los terremotos del 20 de octubre de 1687 en Lima (Perú). Está hipótesis fue propuesta por el padre Cassani (1741).

### Erupción volcánica
La erupción de un volcán en la cordillera Central, como el Nevado del Tolima o alguno de los tres cráteres del volcán Nevado del Ruiz brinda una hipótesis desarrollada del fenómeno descrito en las crónicas. Se argumenta en favor de esta teoría los múltiples errores  que existen en los registros históricos de actividad volcánica en el país, entre ellos varias erupciones no registradas. El olor azufrado que al igual que el fuerte estruendo fácilmente alcanzaría una distancia como la que separa la cordillera Central de la ciudad (140 km en línea recta), como lo demuestran diversos ejemplos alrededor del mundo y el mismo volcán Nevado del Ruiz respecto de sus erupciones históricas de 1595, 1845 y 1985 .

### Meteoroide
Un meteoroide (pequeño asteroide) es un fenómeno frecuente y que también explicaría casi todos los fenómenos relatados. Freddy Moreno, especialista en Astronomía, plantea que debido a la gran velocidad de estos cuerpos se generan intensas ondas de choque. En algunos casos, se han informado olores intensos, que los testigos comentan siempre como de tipo «azufrado»
La falta de fenómeno luminoso se explicaría por la misma estadística que informa que en estos casos solo el 55 % de las personas perciben el fenómeno luminoso.
Pero la mejor prueba de que el ruido escuchado en Bogotá en 1687 es la similitud con el fenómeno sónico sentido en Cheliábinsk el 15 de febrero de 2013. La onda sónica no solo sorprendió a los habitantes de esta región , sino que causó heridas a más de un millar de ellos debido a la rotura  de los vidrios que causó la explosión sónica, producida por el paso del meteoroide a más de veinte kilómetros sobre los cielos de esta ciudad rusa. Este fenómeno también causó la caída de un muro en una fábrica de zinc, un pequeño temblor y la detección de ondas de infrasonido en lugares apartados de Rusia.
El 7 de julio de 2007, el departamento del Valle del Cauca fue sorprendido por una fuerte explosión que se sintió desde el municipio de Obando en el norte hasta Cali. En los días siguientes se encontraron unos pocos meteoritos que impactaron los techos de casas humildes de la zona de Aguablanca, en Cali. El ruido sentido se debe a la gran velocidad con que viajan estos cuerpos a pesar de ser frenados por la atmósfera terrestre. El 5 de septiembre de 2010 cayó otro meteorito, que estremeció todo el departamento de Santander con una explosión. Algunos habitantes lograron grabar el paso del meteoroide. Fenómenos más fuertes se han informado, como en la explosión de Tunguska (en 1908) cuya explicación científica ha sido dada con base en la entrada de un meteoroide que no alcanzó a impactar en la superficie de Siberia, sino que explotó a 5 kilómetros de altura dejando arrasada un área muy grande de bosques, produciendo un pequeño sismo que fue registrado en estaciones sismológicas y otros fenómenos meteorológicos de escala global.
En Lewis (1996) hay numerosos informes que coinciden con muchos de los fenómenos descritos por Mercado. El olor a azufre es otro de los síntomas del paso de meteoroide y está apoyado por incontables informes.
Recientemente una investigación sobre la obra del pintor neogranadino Gregorio Vázquez de Arce y Ceballos logró identificar dos cuadros (Santiago patrón de España y una Santa Catalina de Alejandría) presentan ángeles lanzando meteoritos  desde el cielo, lo cual representa una explicación de la época para este fenómeno.

## Conclusión
El Tiempo del Ruido es una anécdota histórica cuya explicación no es concluyente. A la luz de la ciencia y de un estudio profundo del fenómeno descrito  se ha podido generar hipótesis sobre lo que posiblemente sucedió. Desde las publicaciones esotéricas, hasta las académicas pretenden dar una respuesta a este fenómeno. 
En el Boletín de Historia y Antigüedades (n.º 839) de la Academia Colombiana de Historia se publicó la traducción del informe original del fenómeno del ruido, hecho por el jesuita Pedro de Mercado y otros en 1691. La cercanía de este manuscrito a la fecha del fenómeno sentido en Santafé y el testimonio de un testigo directo ayuda a confirmarlo y deja fuera de duda los hechos descritos en los informes posteriores de Ribero (1728) y Cassani (1741). 
La erupción de un volcán en la cordillera Central de Colombia fue inicialmente descartada por algunos geofísicos  por falta de pruebas concluyentes, sin embargo tanto el Servicio Geológico Colombiano como el Instituto Smithsoniano han reconocido el desconocimiento de buena parte de la historia geológica del llamado macizo volcánico Ruiz-Tolima, los vacíos en los registros y la ausencia de estudios isotópicos o radiológicos en gran parte de los volcanes del norte de los andes, y por lo mismo deja la puerta abierta a una erupción no confirmada en la fecha establecida.
La descripción dada por todos los cronistas de la época puede corresponder al paso de un meteoroide sobre el centro de Colombia, explicando la onda sónica que despertó a los bogotanos, las siguientes explosiones causadas por la fragmentación del meteoroide en su vuelo y los olores de azufre que también fueron reportados por las personas de la época.
El estudio de la obra Gregorio Vázquez de Arce y Ceballos quien vivió entre 1638 y 1711 da nuevos indicios importantes sobre lo que pudo pasar en Bogotá, el paso y la posible posterior caída de una lluvia de meteoritos sobre Bogotá, un fenómeno natural nada supersticioso, ni menos misterioso como algunas personas lo quieren hacer creer Aunque aún cuenta con la contradicción del tiempo de duración del fuerte ruido, que el cronista Mercado describe como de un cuarto de hora. 